# Zitkuil

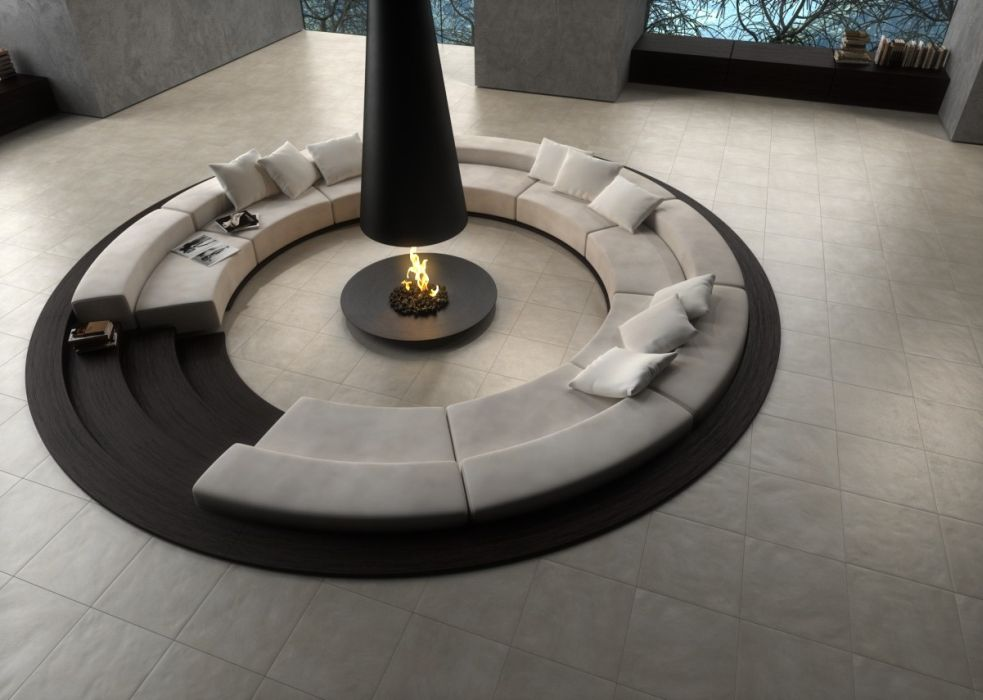
Een zitkuil met haard

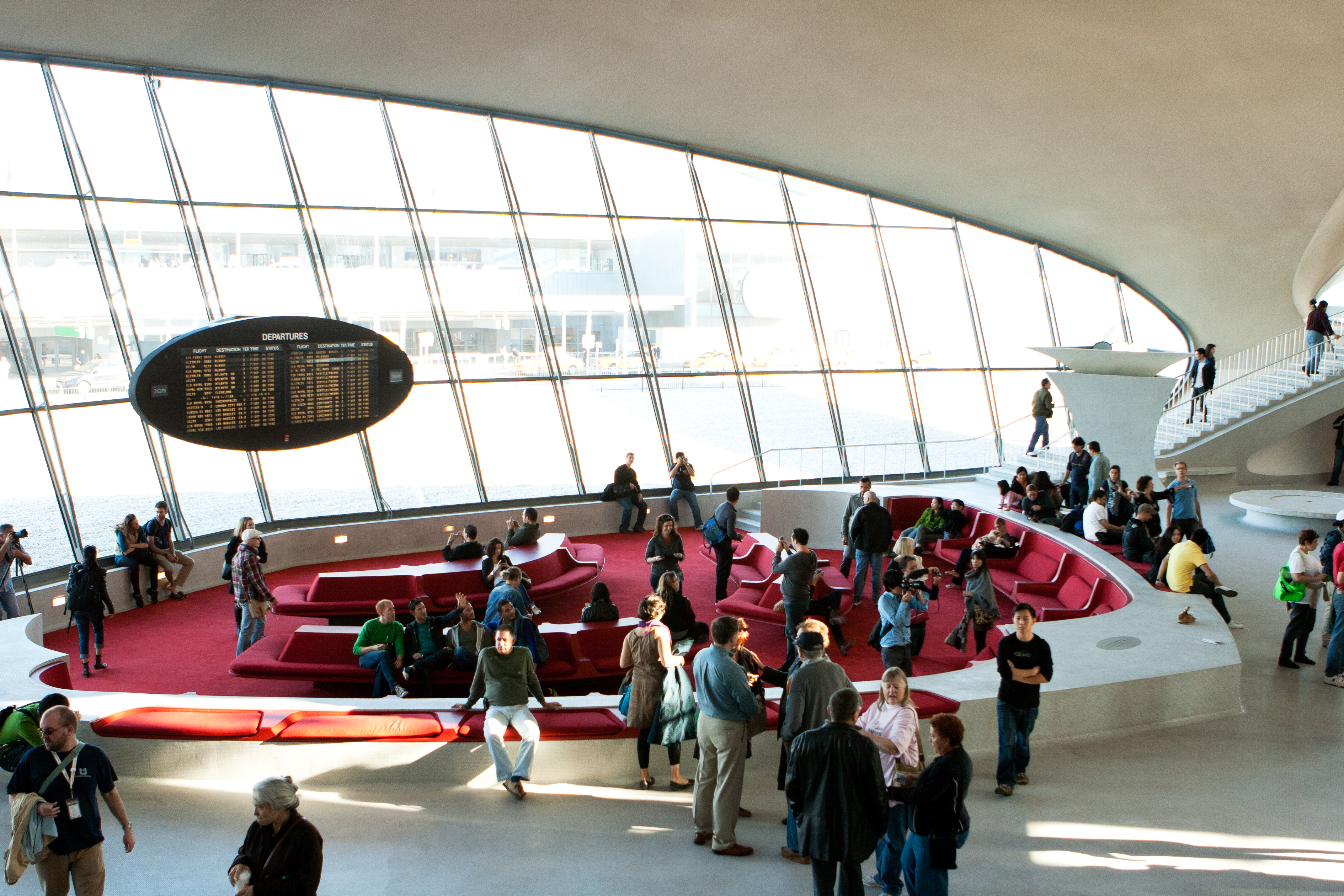
Een grote zitkuil in het TWA Flight Center van John F. Kennedy International Airport

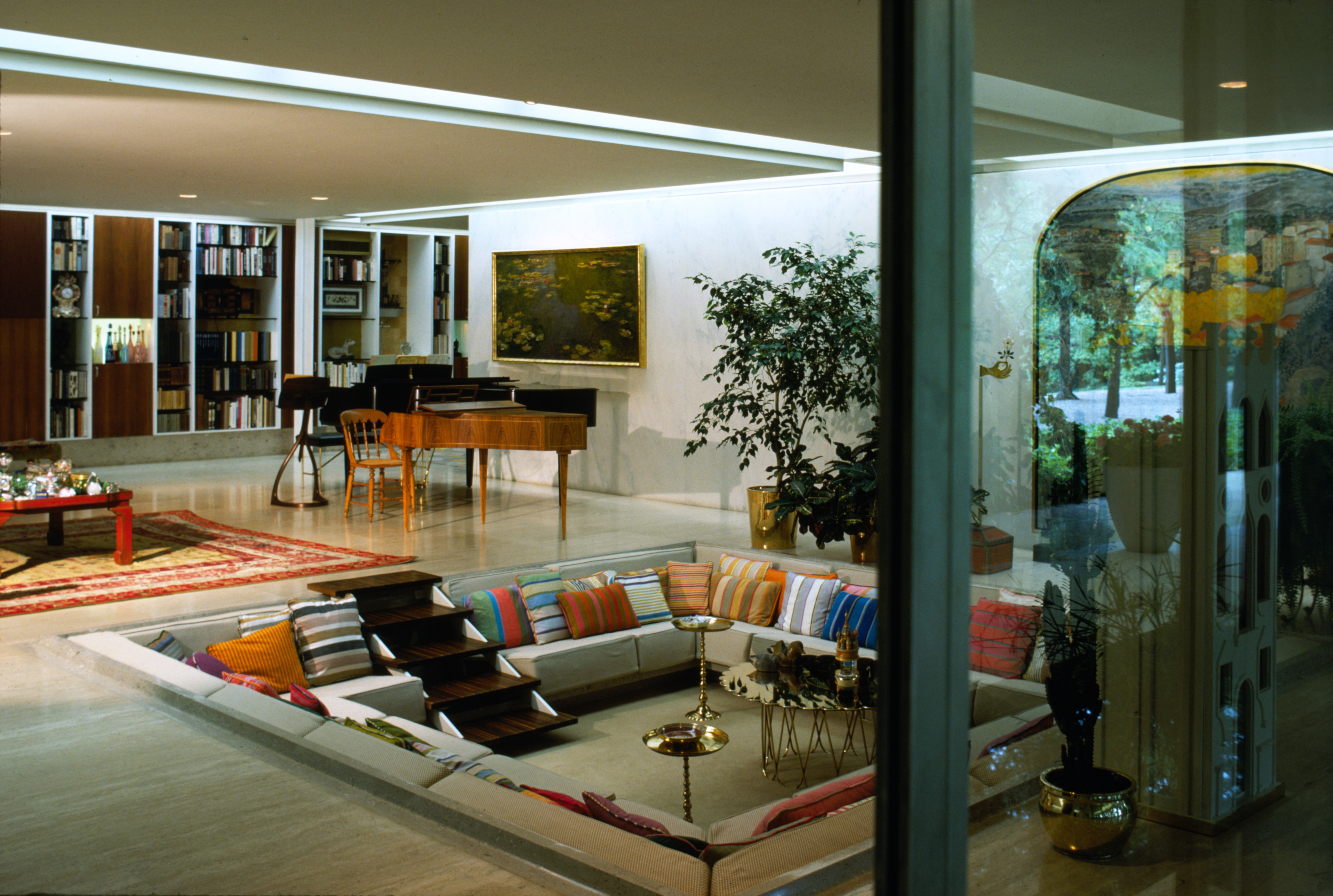
Een zitkuil in een woonhuis

Een zitkuil of leefkuil is een verlaagd gedeelte in de huiskamer of de tuin waar gezeten kan worden. Vaak komt het erop neer dat de bewoners op de rand van de kuil zitten en hun benen in de zitkuil plaatsen. Het idee is om het huis op die manier knusser te maken of zelfs een sfeer van kamperen te creëren. Vaak werd de zitkuil bij de open haard aangelegd.
In de jaren zeventig van de 20e eeuw was de zitkuil binnenshuis een bekend fenomeen. In de jaren tachtig werden de meeste zitkuilen weer verwijderd omdat het niet praktisch werd gevonden. Hierdoor is de zitkuil een zeldzaam verschijnsel geworden.
In veel tuinen is een andere variant van de zitkuil te vinden. Het gaat om een verlaagd gedeelte met terras, waar tuinmeubelen geplaatst zijn. Deze kuilen zijn niet zozeer bedoeld voor de knusheid maar als beschutting tegen de wind.
Een befaamde zitkuil is te vinden in de woonkamer van Gert in de televisieserie Samson en Gert. Dankzij de verlaging kon het duo op gelijke hoogte een gesprek voeren, en had Danny Verbiest (de poppenspeler van Samson) genoeg ruimte om onder de set verscholen te blijven.